# 蒋崇安
蒋崇安（1948年—），重庆忠县人，汉族，中华人民共和国政治人物、第十一届全国人民代表大会解放军代表。
毕业于四川大学管理科学与工程专业，是中共党员，2003年晋升少将。曾担任贵州省军区政委。2008年起担任全国人大代表。在貴州省军區政委任上退休，並由石晓接任省军区政委